# Kalle Anka Extra
Kalle Anka Extra, svensk serietidning med Disneyserier, ursprungligen utgiven åren 1977 till 1980. Den ersatte Walt Disney's serier för att sedan i sin tur bli ersatt av Musse Pigg & C:o.
2010 återuppstod Kalle Anka Extra, och repriserade serier av Don Rosa fram till 2018. Numera inleds varje nummer i stället med en serie av Carl Barks, och bland de övriga inslagen finns oftast någon serie av Tony Strobl.

## Historia
1977 hade tidningen Walt Disney's serier (WDS), som ursprungligen varit vigd för magasinslånga serier, steg för steg övergått till att enbart innehålla serier av kortare format. Under 1970-talets första hälft hade dessutom serieversionerna av Disneys tecknade långfilmer, som ursprungligen varit en av WDS' huvudingredienser flyttats till den nystartade tidningen Walt Disney's klassiker. Möjligen som en följd härav bytte WDS vid halvårsskiftet 1977 namn till Kalle Anka Extra. I samband med detta försvann också de individuella titlarna på varje utgåva som varit tradition för WDS sedan den startade.
Precis som hade varit fallet med WDS bestod Kalle Anka Extra av 36 sidor och gavs ut en gång i månaden. Innehållet var i allt väsentligt hämtat från den italienska och den amerikanska produktionen av Disneyserier. Dock förekom även enstaka kortare serier, huvudsakligen ensidesserier, producerade i Danmark. Under 1980 började de danska serierna få mer utrymme och det redaktionella materialet började att kretsa mer kring Musse Pigg. Vid halvårsskiftet 1980 bytte så tidningen namn än en gång, nu till Musse Pigg & C:o.
Sedan Kalle Anka Extra återuppstod 2010 utges den parallellt med Musse Pigg & C:o. I början var man tvungen att prenumerera på Kalle Anka & C:o för att få prenumerera på nya Kalle Anka Extra, men det kravet har numera upphört. Varje nummer inleddes med en repriserad serie av Don Rosa, och avslutades med nyproducerade serier av andra tecknare.
I och med nummer 1/2017 övergick man till att endast ha repriser, även bland utfyllnadsserierna, och sedan nummer 2 samma år är 60-talsserier av Tony Strobl ett stående inslag.
När år 2017 passerat tog Don Rosa-serierna slut, och sedan nummer 1/2018 inleds varje tidning i stället med en Carl Barks-serie. I samband med denna omläggning introducerades en redaktionell sida, som presenterar varje nummers innehåll.

## Utgivning
Kalle Anka Extra gavs ut av Hemmets Journals förlag, samma förlag som vid denna period gav ut Kalle Anka & C:o och andra Disneytidningar.
- 1977: 1–6
- 1978: 1–12
- 1979: 1–12
- 1980: 1–6

Totalt utkom 36 nummer.
Den nya versionen av Kalle Anka Extra startade 2010 och utges med 6 nummer per år.
Under 2018 innehåller Kalle Anka Extra långavsnitt tecknade av Carl Barks.
1. Kalle Anka och mumiens ring
2. Kalle Anka och den musikaliska sjöormen
3. Den gamla borgens hemlighet
4. Kalle Anka lever lägerliv
5. Den förhäxade papegojan